# Aéroports de Berlin
Pour les articles homonymes, voir BER et GWW.

Aéroports de Berlin jusqu'en 2020, en jaune : ouverts, en gris : fermés

Les aéroports de Berlin ont reçu un code AITA commun : BER. 

## Aéroport en service
- Aéroport de Berlin-Brandenburg (code IATA : BER • code OACI : EDDB). Cet aéroport, ouvert le 31 octobre 2020, se trouve en dehors des limites de la ville, dans le Brandebourg.

## Anciens aéroports
Les anciens aéroports de Berlin :
- Aéroport de Gatow (code IATA : GWW • code OACI : EDBG). Pendant la guerre froide, cet aéroport se situait en secteur britannique. Il a été fermé en 1995.
- Aérodrome de Johannisthal.
- Aéroport de Staaken (pour les zeppelins et une base de Lufthansa).
- Aéroport de Berlin-Tempelhof (code IATA : THF • code OACI : EDDI), fermé le 30 octobre 2008. Pendant la guerre froide, cet aéroport se situait en secteur américain.
- Aéroport de Tegel (code IATA : TXL • code OACI : EDDT), fermé le 8 novembre 2020, à la suite de l'ouverture de l'aéroport de Berlin-Brandenburg. Pendant la guerre froide, cet aéroport se situait en secteur français.
- Aéroport de Berlin-Schönefeld (code IATA : SXF • code OACI : EDDB), fermé le 8 novembre 2020, à la suite de l'ouverture de l'aéroport de Berlin-Brandenburg, mais il est désormais intégré au nouvel aéroport en en devenant le Terminal 5. Pendant la guerre froide, cet aéroport se situait en secteur soviétique.